# 젠궈먼역
젠궈먼역(중국어 간체자: 建国门站, 정체자: 建國門站, 병음: jiàn guó mén zhàn 건국문참[*])은 베이징시 둥청구와 차오양구 접경지역에 위치한 지하철역으로, 베이징 지하철 1호선과 2호선의 환승역으로, 역 번호는 120(1호선)과 211(2호선)이다.

## 위치
이 역은 젠궈먼교(建国门桥)에 위치하고 있다.

## 역 구조

### 층별 구조
| 지면     | 출구                            | A-C출구, 매표소, 자동 매표기, 이카통 충전 |
| 지하 1층 | 궤도                            | ← ■ 2호선 외선순환 방면(차오양먼)         |
| 지하 1층 | 섬식 승강장, 왼쪽 출입문이 열림 |                                           |
| 지하 1층 | 궤도                            | → ■ 2호선 내선순환 방면(베이징 역)        |
| 지하 2층 | 궤도                            | ← ■ 1호선 핑궈위안 방면(둥단)             |
| 지하 2층 | 섬식 승강장, 왼쪽 출입문이 열림 |                                           |
| 지하 2층 | 궤도                            | → ■ 1호선 쓰후이둥 방면(융안리)           |

### 대합실
- 대합실 지하1층 (지면 바로 아래) : 2호선
- 대합실 지하2층 : 1호선

### 승강장
1호선과 2호선 모두 섬식 승강장으로, 이중 2호선 승강장은 젠궈먼 북대가-젠궈먼 남대가 아래, 1호선 승강장은 젠궈먼 내대가-젠궈먼 외대가 아래에 위치한다. 1호선 승강장 동쪽 끝과 2호선 승강장 남쪽에 2개의 연결선이 있어 열차 배차에 용이하다.

### 출구
이 역의 출구는 총 3개가 있다.: A(서북), B(동북), C(서남).
|                                      |                                                                           |
|                                      |                                                                           |
| 출구                                 | 출구 인근                                                                 |
| 出口 · A                             | 젠궈먼 내대가(북측), 중국사회과학원                                       |
| 出口 · B                             | 젠궈먼 외대가(북측), 젠궈먼 외곽 와이자오 아파트(建国门外外交公寓)        |
| 出口 · C                             | 젠궈먼 내대가(남측), 중화인민공화국 관세청, 베이징 고관상대(北京古观象台) |
| 아이콘 설명: 경사로 \| 휠체어 리프트 |                                                                           |

### 역세권 정보
역 남동쪽 인근에 베이징시 고급인민법원(北京市高级人民法院), 베이징 방송(北京广播电视台) 사옥이 있다.

### 예술작품
2호선 젠궈먼역 승강장 양쪽에는 세라믹벽화가 그려져 있다. 내선순환 벽화 《4대발명(四大发明)》은 옌둥(彦东), 이소호(易苏昊)가 제작하여 중국의 4대 발명을, 외환방향벽화 《중국천문사(中国天文史)》는 위안윈푸(袁运甫)와 첸웨화(钱月华)가 제작하여 중국의 천문학를 주제로 한다.

## 사진첩
- 2호선 승강장 천장
- 베이징 지하철 DKZ16형 전동차 젠궈먼역 2호선 내선순환 진입
- 2호선 젠궈먼역의 초기 역명판
- 1호선 젠궈먼역 승강장